# Horrendous
Horrendous (с англ. — «Ужасно») — американская прогрессив-дэт-метал группа из Филадельфии, штат Пенсильвания. На сегодняшний день группа выпустила пять полноформатных студийных альбомов, последний из которых — Ontological Mysterium, выпущенный лейблом Season of Mist 18 августа 2023 года.

## История
Группа была сформирована Дэмианом Херрингом и братьями Мэттом и Джейми Нокс в 2009 году, а басист Алекс Кулик присоединился к группе в 2016 году. Хотя дебютный альбом группы The Chills продемонстрировал относительно традиционный подход к жанру дэт-метал, с тех пор группа перешла к более прог-металлическому звучанию, которое сравнивают с Death. Альбом группы Ecdysis (2014) и более поздние альбомы получили признание критиков от крупных изданий, таких как Pitchfork, Decibel, Stereogum и Spin. Их последний альбом Ontological Mysterium был выбран журналом Decibel лучшим альбомом 2023 года.

## Дискография
Студийные альбомы
- The Chills (2012)
- Ecdysis (2014)
- Anareta (2015)
- Idol (2018)
- Ontological Mysterium (2023)

Мини-альбомы и синглы
- Sweet Blasphemies (2009)
- Sentenced (2016)